# Jaguar C-XF
O C-XF é um protótipo de sedan de porte grande da Jaguar.